# György Ádám
György Ádám (Budapest, 1982. január 28. –) Liszt Ferenc-díjas magyar zongoraművész. 2012. június 8-án Varsóban fellépett a 2012-es labdarúgó-Európa-bajnokság nyitóünnepségén, valamint 2023. június 10-én Isztambulban a 2023-as UEFA-bajnokok ligája-döntőjének megnyitóján.

## Pályafutása
Négy éves korában kezdte meg zenei tanulmányait. Tizenkét évesen, 1994-ben felvételt nyert a budapesti Bartók Béla Konzervatóriumba. 1998-ban megnyerte az Országos Ifjúsági Zongoraversenyt, két évvel később pedig a Magyarország Zongoristája versenyt. 2000 és 2006 között a Liszt Ferenc Zeneművészeti Egyetemen Nádor György és Réti Balázs tanítványa volt. Jelenleg doktori tanulmányait folytatja, valamint a pomázi György Ádám Kastélyakadémiát vezeti.

## Díjai
- Országos Ifjúsági Zongoraverseny (1998)
- Magyarország Zongoristája (2000)
- Wiener-Klassik-Preis (2002)
- San Remó-i Nemzetközi Zongoraverseny különdíj (2003)
- Nemzetközi Chopin-verseny első díj, nagydíj (2004)
- Liszt Ferenc-díj (2020)